# Archidiocèse de Bhopal
Pour les articles homonymes, voir Bhopal (homonymie).
L’archidiocèse de Bhopal est une circonscription ecclésiastique de l’Église catholique dans l’état de Madhya Pradesh, en Inde centrale. Une mission de capucins, d’abord rattachée au Vicariat d’Agra passe au Vicariat d’Indore (en). Lorsque la ville de Bhopal fut officiellement déclarée capitale du nouvel état de Madhya Pradesh (en 1958), un archidiocèse métropolitain fut créé avec son siège à Bhopal (1963). 
L'archidiocèse couvre les districts civils de Bhopal, Harda, Hoshangabad et Sehore de l’état du Madhya Pradesh. Tous les diocèses du même état lui sont suffragants. L’évêque actuel en est Mgr Leo Cornelio SVD.

## Histoire
La présence catholique dans la ville de Bhopal remonte à l’arrivée de Salvador de Bourbon, membre d’une branche cadette de la famille royale française (les ‘Bourbons des Indes’), vers 1785. Exilé de Gwalior à  la suite de la chute du fort (1780) il prend du service auprès de la Begum Mamola Bai, à Bhopal. Connu sous le nom de 'Inayat Masih' il acquiert à la cour une grande influence. Un terrain lui est accordé où il se construit une résidence.
En 1829 le territoire de la principauté de Bhopal, un état musulman, fait partie du Vicariat apostolique d’Agra. Mais c’est en fait Athanasius Hartmann, missionnaire capucin, qui est le vrai fondateur de la mission de Bhopal. Il acquiert une parcelle de terrain en 1873 et y construit la première chapelle. C’est l’endroit même où se trouve la cathédrale d’aujourd’hui, érigée en 1964.
En 1886, Bhopal passe au diocèse d'Allahabad (en) créé lors de l’établissement de la hiérarchie catholique dans l’Inde britannique. Le 11 mars 1935 la mission voisine d’Indore devient une préfecture apostolique et Bhopal y est rattaché. Avec la réorganisation des structures civiles en Inde centrale, et la création du nouvel état de ‘Madhya Pradesh’ (1956), avec capitale à Bhopal (1958), il devient nécessaire d’y adapter les structures ecclésiastiques. L’archidiocèse de Bhopal est créé par le pape Paul VI, le 13 septembre 1963.

## Suffragants
La province ecclésiastique de Bhopal comprend huit diocèses suffragants : les cinq diocèses de rite latin de Gwalior (en), Indore, Jabalpur, Jhabua et Khandwa, et trois diocèses de rite syriaque oriental : Sagar, Satna et Ujjain.

## Supérieurs ecclésiastiques
- 1963-1994 : Eugène Louis D'Souza, MSFS, démissionnaire
- 1994-2007 : Paschal Topno, SJ, démissionnaire
- 2007-2021  : Leo Cornelio, SVD, démissionnaire
- 2021- : Alangaram Arokia Sebastin Durairaj, SVD

## Source
- Annuario pontificio 2010, Città del Vaticano, p.103.